# Park Drive 2000 1971 (stagione 1970-1971)
Il Park Drive 2000 1971 è stato il sesto evento professionistico della stagione 1970-1971 di snooker, e il sesto Non-Ranking, e la 1ª edizione di questo torneo, che si è disputato dal 4 al 31 gennaio 1971, in molteplici luoghi dell'Inghilterra.
Il torneo è stato vinto da John Spencer, il quale ha battuto in finale Rex Williams per 4-1. L'inglese si è aggiudicato così il suo primo Park Drive 2000 e il suo quinto titolo Non-Ranking in carriera.
Durante il corso del torneo è stato realizzato un century break, un 119 di John Pulman.

## Fase a gironi

### Gruppo 1
| N° | Giocatore    | M | V | P |
| -- | ------------ | - | - | - |
| 1  | John Spencer | 9 | 8 | 1 |
| 2  | Rex Williams | 9 | 5 | 4 |
| 3  | Gary Owen    | 9 | 5 | 4 |
| 4  | John Pulman  | 9 | 0 | 9 |

Incontri
| Giocatore 1  | Risultato | Giocatore 2  |
| ------------ | --------- | ------------ |
| Gary Owen    | 4 - 0     | John Pulman  |
| Gary Owen    | 4 - 1     | John Pulman  |
| Gary Owen    | 4 - 1     | Rex Williams |
| Gary Owen    | 4 - 2     | Rex Williams |
| Gary Owen    | 4 - 3     | John Pulman  |
| John Spencer | 4 - 1     | John Pulman  |
| John Spencer | 4 - 3     | Rex Williams |
| John Spencer | 4 - 2     | John Pulman  |
| John Spencer | 4 - 2     | Gary Owen    |
| John Spencer | 4 - 2     | Gary Owen    |
| John Spencer | 4 - 1     | Rex Williams |
| John Spencer | 4 - 0     | Gary Owen    |
| John Spencer | 4 - 0     | John Pulman  |
| Rex Williams | 4 - 1     | John Pulman  |
| Rex Williams | 4 - 1     | John Pulman  |
| Rex Williams | 4 - 1     | Gary Owen    |
| Rex Williams | 4 - 2     | John Spencer |
| Rex Williams | 4 - 3     | John Pulman  |

### Finale
| Finale (Al meglio dei 7 frames) Inghilterra, 31 gennaio 1971. |     |              |
| John Spencer                                                  | 4–1 | Rex Williams |
|                                                               |     |              |
| John Spencer vince il Park Drive 2000 1971 (1970-1971)        |     |              |